# Cases Noves (Lleida)
Cases Noves és un edifici de Lleida protegit com a bé cultural d'interès local.

## Descripció
Edificis entre mitgeres, tres en filera, de planta baixa, quatre pisos i golfes, amb soterranis per a magatzem i porteria. Es remarca l'accés i la composició de la façana amb un eix central de simetria. La tribuna de doble alçada revalora més la resta d'obertures de la façana. Elements típics del modernisme, marbre esgrafiat i coberta a la catalana.

## Història
Encomanada pel senyor Joan Balasch.